# William Tyndale

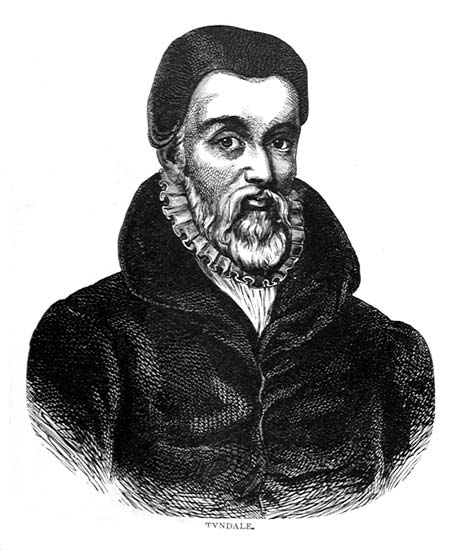
William Tyndale

William Tyndale ou Tindale (né dans le Gloucestershire en 1494 - exécuté par strangulation le 6 octobre 1536 à Vilvorde) est un protestant anglais connu comme le premier traducteur du Nouveau Testament depuis le texte grec dans une langue moderne (le moyen anglais). Brillant érudit, il parlait l'hébreu, le grec, le latin, l'espagnol, l'anglais et le français, « si bien que chacune de ces langues aurait pu être sa langue maternelle ». L'influence de sa traduction de la Bible en anglais a été majeure tant sur l'évolution religieuse de l'Angleterre au XVIe siècle que sur celle de la langue anglaise.

## Biographie

### Années d'études
Tyndale est né à une date indéterminée, entre 1484 et 1496, peut-être dans un des villages voisins de Dursley, dans le Gloucestershire. La famille Tyndale portait aussi le patronyme de « Hychyns » (Hitchins), et c’est sous le nom de William Hychyns que Tyndale fut immatriculé au Magdalen College School, un lycée préparatoire pour entrer à l'université d’Oxford. La famille Tyndale, originaire du Northumberland, s'est établie via l’East Anglia dans le Gloucestershire au XVe siècle – probablement à cause de la Guerre des Deux-Roses. L’oncle de Tyndale, Edward, était le métayer de Lord Berkeley. Deux études généalogiques citent Edward Smith comme le frère de Sir William Tyndale, de Deane (Northumberland) et Hockwald (Norfolk), qui fut anobli à l'occasion du mariage du prince de Galles à Catherine d'Aragon. La famille Tyndale serait donc de la lignée du baron Adam de Tyndale, un des premiers vassaux de Henri Ier. Margaret Tyndale est une nièce de William Tyndale qui épousa Rowland Taylor dit « le Martyr ».
Tyndale étudia les arts libéraux à Magdalen Hall (qui deviendra par la suite Hertford College) de l’Université d'Oxford en 1506 et fut reçu licencié ès Arts en 1512 ; la même année, il reçut les ordres mineurs et devint sous-diacre. Il fut diplômé Maître ès Arts en juillet 1515, considéré comme un homme aux mœurs pures et menant une vie sans tache. Le titre de « M.A. » lui permettait de s'inscrire à la Faculté de théologie, mais pour lui les cours furent une grave déception : 

« Ils ont donné ordre que personne ne lise les Saintes Écritures avant d'avoir été gavé de paganisme pendant huit ou neuf ans et abruti de faux principes, ce qui me rendra définitivement inapte à la vraie compréhension de l’Écriture. »

— William Tyndale, Expositions and Notes on Sundry Portions of the Holy Scriptures (1536).
Particulièrement doué pour les langues, il parlait couramment le français, l’allemand, l’italien et l’espagnol, et maîtrisait le Latin, le grec et l’hébreu. De 1517 à 1521, il fréquenta l'université de Cambridge. C'est peut-être à cette période qu'il fit la connaissance de Thomas Bilney et de John Frith.

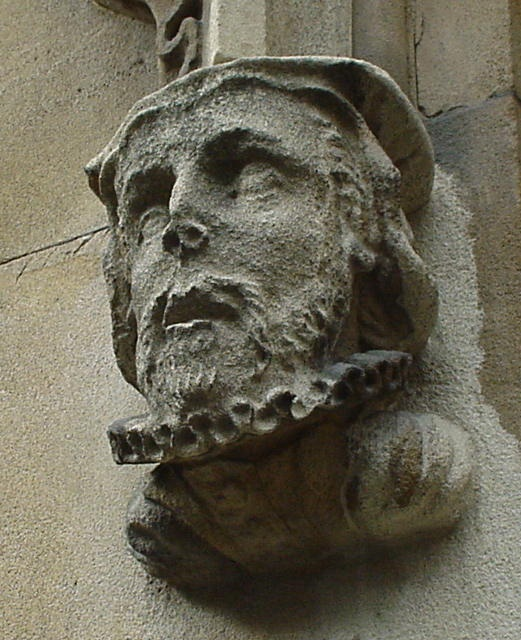
Corbeau à l’effigie de William Tyndale, église de St Dunstan-in-the-West, à Londres.

Tyndale entra au service de Sir John Walsh en 1521 comme chapelain et précepteur à Little Sodbury. Comme il est influencé par les idées réformatrices de Martin Luther, et que ses opinions religieuses viennent à être connues, il est convoqué vers 1522 par John Bell, chancelier du Diocèse de Worcester, mais aucune charge n'est finalement retenue contre lui.
Après cette entrevue houleuse avec Bell et d'autres dignitaires religieux, vers la fin du séjour de Tyndale à Little Sodbury, John Foxe rapporte une dispute avec un prélat « érudit » mais « blasphématoire », qui aurait déclaré à Tyndale : « il vaudrait mieux que nous soyons privés des lois de Dieu que de celles du pape. » Tyndale répondit : « Je lance un défi au pape et à toutes ses lois, et si Dieu me préserve, avant longtemps j'amènerai le garçon de charrue à en savoir davantage que toi sur les Saintes Écritures,! »
Influencé par Érasme de Rotterdam dont il avait découvert le Nouveau Testament grec-latin, Tyndale s'était mis à le traduire en anglais.  
Tyndale partit pour Londres en 1523 afin d'obtenir l'autorisation officielle de traduire la Bible en anglais. Dans un premier temps, il rechercha la protection de Tunstall, l'érudit évêque de Londres qui avait travaillé avec Érasme à la collation des Écritures grecques, mais lorsque l’évêque fut mis au fait de ses intentions, il lui refusa l'accès à son palais de Lambeth, déclarant qu'il n'avait pas de poste à lui proposer. Tyndale se mit à précher dans Londres, notamment à St Dunstan-in-the-West, travaillant à « son livre » avec le soutien d'un tailleur, Humphrey Monmouth.

### Publication de la bible en anglais

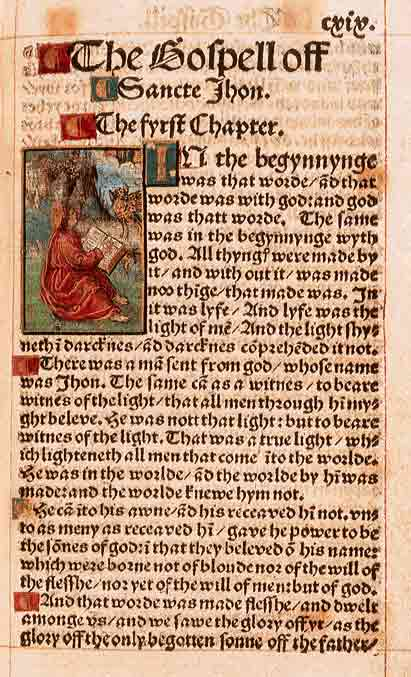
Premier chapitre de l’Évangile selon Saint Jean (The Gospell off Sancte Jhon - The fyrst chapter).

En 1524, Tyndale quitte sa patrie qu'il ne reverra plus. Se rendre dans le Saint Empire lui permet d'avoir accès à l'étude de l'hébreu, car en Angleterre l'Édit d'Expulsion (1290) interdisait la détention de livres en hébreu en Angleterre. Mais en ce début de XVIe siècle, les écrits en grec ancien devenaient, pour la première fois depuis des siècles, accessibles à la communauté savante d'Europe. Fort des manuscrits rendus disponibles par la diaspora des érudits byzantins depuis la Chute de Constantinople (1453), Érasme venait de traduire et d'éditer, sous le titre (énigmatique) de « Novum Instrumentum » le texte grec des Saintes Écritures, dépassant la Vulgate.
H. Samworth suggère d'interpréter l'immatriculation d’un certain Guillelmus Daltici ex Anglia, présente dans les registres de l’Université de Wittemberg comme celle de William Tyndale. Ce pourrait donc être à Wittemberg que Tyndale paracheva sa traduction du Nouveau Testament, en 1525, avec l'aide du frère minorite William Roy.
Il remet sa traduction à l’imprimeur Peter Quentell, de Cologne, mais l'entrée en vigueur des mesures anti-luthériennes dans cette ville stoppe net la publication : des ouvriers trop bavards auraient informé le prêtre Cochlaeus, l'un des principaux adversaires de Luther. Tyndale se précipite à l'atelier, saisit ses précieux manuscrits et les emporte à Worms, ville libre d'Empire alors en voie de conversion à la Réforme. Il faut attendre l'année suivante pour voir la parution du Nouveau Testament par l'imprimeur Peter Schoeffer de Worms.
De nouveaux exemplaires parurent bientôt à Anvers. On ignore à quel moment au juste Tyndale était parti pour le port d'Anvers ; à la date du 11 août 1526, on lit dans le journal de Georg Spalatin que Tyndale est resté à Worms près d'une année entière.
Cochlaeus alerte cependant l'évêque Tunstall, qui interdit les bibles en octobre 1526. Tyndale sait donc que les précieux volumes seront saisis à leur arrivée en Angleterre. Pour déjouer l'étroite surveillance qui s'exerce dans les ports, les Nouveaux Testaments sont cachés dans des ballots d'étoffe ou des barils de vin. Beaucoup d'exemplaires sont néanmoins confisqués. Leurs destinataires sont astreints à défiler à cheval, le visage tourné vers la queue de l'animal, et portant visiblement le livre défendu ; ils devront le jeter eux-mêmes au feu devant tous et faire pénitence. L'historien du protestantisme Richard Marius avance que « le spectacle des Ècritures enflammées par une torche (...) déchaîna la controverse même parmi les fidèles. » Mais les efforts de l'évêque de Londres sont voués à l'échec. Les Londoniens veulent prendre connaissance de l'ouvrage proscrit et s'ingénient à l'obtenir au mépris des menaces. En désespoir de cause, l'évêque de Londres prie Packington, un négociant de la cité, de mettre à profit ses relations commerciales avec le port d'Anvers, pour accaparer à la source toute l'édition de Tyndale. Muni d'une forte somme d'argent, Packington se rend sur le continent. L'évêque a cru « mener Dieu par le bout du doigt », écrit un chroniqueur de l'époque. Mais il ne réussira pas mieux dans cette entreprise que dans les précédentes. Packington, ami secret de Tyndale, arrive chez le traducteur :
« Monsieur Tyndale, je vous ai trouvé un bon acquéreur pour vos livres,
- Et qui donc ?
- L'évêque de Londres !
- Mais, si l'évêque veut ces livres, ce ne peut être que pour les brûler !
- Eh bien qu'importe ! D'une manière ou d'une autre l'évêque les brûlera. Il vaut mieux qu'ils vous soient payés ; cela vous permettra d'en imprimer d'autres à leur place ! »
Le marché est conclu et l'édition est apportée en Angleterre. L'évêque de Londres convoque la population devant la cathédrale Saint-Paul pour assister à la destruction massive des livres hérétiques. Cependant, le bûcher de l'évêque devient une publicité inespérée pour la deuxième édition du Nouveau Testament Tyndale. Imprimé cette fois en petit format, pour faciliter la dissimulation des volumes et mieux échapper aux perquisitions, sa diffusion est un vif succès. Le cardinal Wolsey condamna Tyndale comme hérétique, et le premier procès en hérésie s'ouvrit en 1529.
Tyndale serait retourné à Hambourg vers 1529, emmenant son manuscrit. Il y révisa son Nouveau Testament et commença à traduire l'Ancien Testament, non sans travailler à d'autres essais. 

### Arrestation et exécution

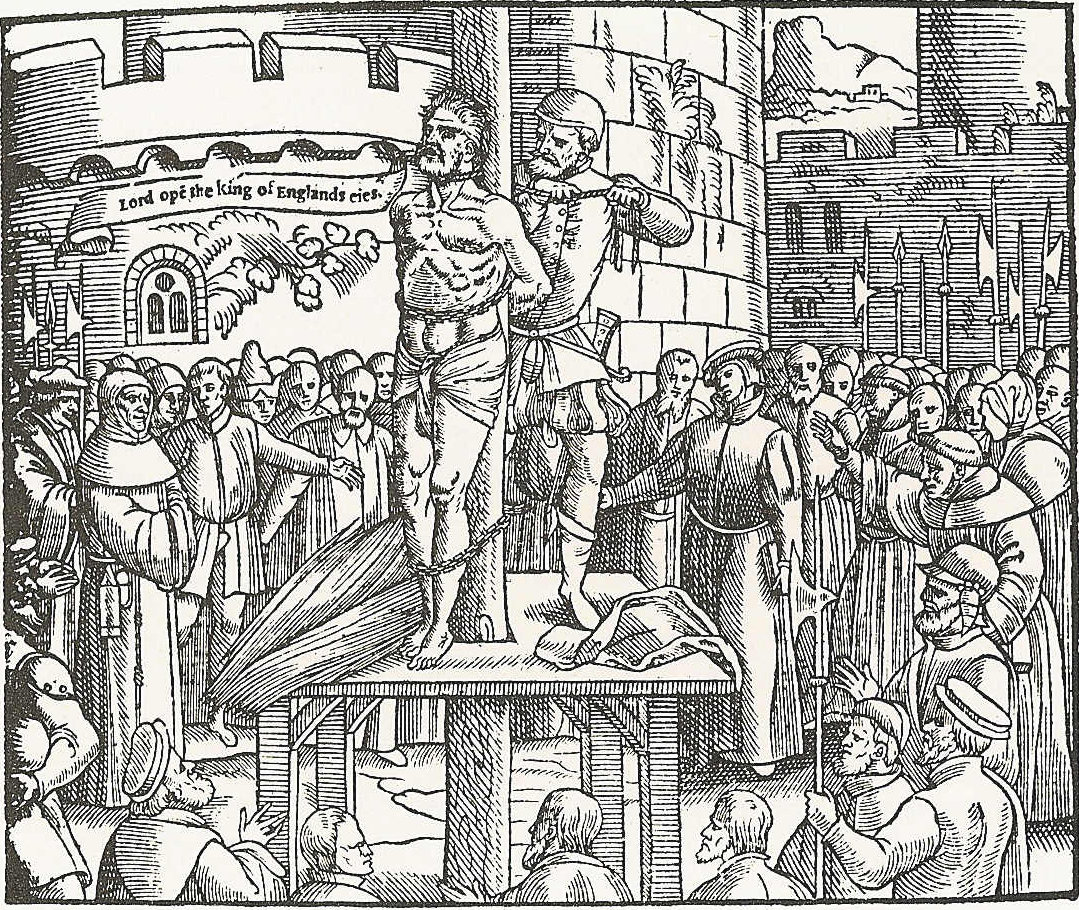
William Tyndale au bûcher, s'écriant « Lord, open the King of England's eyes » (bois gravé de l'édition de 1563 des Actes et Monuments de John Foxe).

En 1535, des adversaires de Tyndale lui tendent un piège. Trop confiant, le traducteur accepte une invitation à un repas chez de prétendus amis. Il y est arrêté et enfermé au château de Vilvorde (Belgique). De son cachot, il adresse au gouverneur de la ville de Vilvorde, le marquis de Berghes, la requête suivante :
« Je souffre gravement du froid, et je suis affecté par un catarrhe perpétuel, qui s'est beaucoup développé dans mon cachot humide. J'aurais besoin d'un habit plus chaud, car celui que je possède est très mince. Mon manteau est complètement usé, mes chemises sont déchirées ; il me faudrait également un pardessus plus épais. De même, je sollicite de votre part la permission d'avoir une lampe le soir, car il m'est fastidieux de m'asseoir seul dans les ténèbres pendant les longues veilles de l'hiver. Mais ce que je vous demande par-dessus tout, et ce que je sollicite de votre clémence en tout premier, c'est une Bible hébraïque et un dictionnaire hébreu, afin que je puisse passer mon temps à étudier. »
Le réformateur, ayant obtenu Bible, grammaire et dictionnaire hébreu, poursuit son travail de traduction. L'inquisiteur Jacques Latomus siégeait à son procès ; il joua un rôle prépondérant pour le faire condamner pour hérésie et exécuter par le bras séculier de l'empereur Charles Quint. Tyndale fut étranglé et brûlé le 6 octobre 1536. Avant son exécution, il s'écrie d'une voix forte : « Seigneur, daigne ouvrir les yeux du roi d'Angleterre ! ». 
Cette ultime requête sera exaucée deux ans plus tard. Recueillant sa traduction faite en prison, les amis de Tyndale la complètent et la font imprimer. Il aurait été beaucoup trop dangereux d'indiquer le nom du traducteur sur la page de garde ; aussi cette édition est-elle désignée comme la « Bible de Matthieu » (Matthew's Bible), selon le prénom de l'imprimeur. Elle sera remise au roi Henri VIII en 1538. Celui-ci, ému par la beauté du texte et la profondeur de son message, passe outre une nouvelle fois les interdictions ecclésiastiques et décrète que cette Bible doit être lue « dans toutes les paroisses d'Angleterre ».

## Influence et postérité

### Première bible traduite en anglais depuis les langues anciennes
S'il existait déjà au Moyen Âge plusieurs versions partielles ou romancées des récits bibliques en langue vernaculaire (vieil anglais, anglo-normand), le courant initié par la publication de la Bible de John Wycliffe fut condamné et la détention non autorisée des Saintes Écritures en anglais était passible en Angleterre de la peine de mort,. La traduction de Tyndale est tout à la fois la première bible traduite en anglais depuis les langues anciennes (à savoir la version en hébreu pour l'Ancien Testament, et le texte grec pour le nouveau Testament), la première édition anglaise imprimée, et la première Bible protestante. Elle fut un défi jeté à l’autorité de l'Église catholique et à la législation religieuse anglaise. 

### Traductions ultérieures de la Bible en anglais
La traduction de la Bible faite par Tyndale, y compris en prison pendant les derniers mois de sa vie, est rapportée en Angleterre par ses amis. Complétée notamment par les travaux de Myles Coverdale pour l'Ancien Testament, elle est imprimée sous nom de « Bible de Matthieu » (Matthew's Bible), selon le prénom de l'imprimeur, moins voyant et donc moins risqué que le nom de Tyndale. En 1538, un exemplaire de cette édition est remis au roi Henri VIII. Bouleversé par la beauté du texte et la profondeur de son message, le monarque décrète que cette Bible doit être lue « dans toutes les paroisses d'Angleterre », ce qui donne lieu en 1539 à la parution de la Great Bible,  « version autorisée du roi Henri » destinée à l'Église d'Angleterre — et qui reprend presque intégralement le texte de Tyndale. Elle exerça aussi une influence profonde sur la Bible de Genève anglaise, qui fut celle de la colonie de Jamestown (fondée en 1607) et du Mayflower (1620). En 1611, les 54 érudits chargés par le Roi de compiler la Bible du roi Jacques, s'inspirent à leur tour de la traduction de Tyndale, et des traductions qui s'étaient appuyées dessus. Selon une étude, le Nouveau Testament de la Bible du roi Jacques reprendrait 83 % de la « Bible Tyndale », et l’Ancien Testament, 76 %. 
Il n'est donc pas exagéré de dire que la « Bible Tyndale » a joué un rôle important dans l'essor de la Réforme dans le monde anglophone et l’Empire britannique.

### Enrichissement de la langue anglaise
Tyndale choisit pour sa traduction l’anglais courant (plutôt que l’anglo-normand, plus relevé), langue alors jugée vulgaire, maladroite et roturière ; tout juste l'améliora-t-il par des tournures inspirées du grec classique et l’emploi de mots hébreux « anglicisés », initiative qui fut l'acte de naissance de l'anglais moderne naissant, qui sera la langue de Shakespeare et des grands auteurs de l'ère élisabéthaine,. 

### Influence sur Henri VIII  et sur l'Histoire anglaise
- En 1530, Tyndale écrivit un pamphlet : The Practyse of Prelates, par lequel il dénonçait le divorce de Henri VIII comme contraire aux Saintes Écritures.
- Toutefois, lorsqu’en 1534 Henri VIII lut le manifeste de Tyndale intitulé « La Soumission du Chrétien » (The Obedience of a Christian Man), il y trouva des raisons de rompre avec Rome[22],[23].
- L'adoption par Henri VIII en 1538 de la  « Bible de Matthieu », qui reprend les traductions de la Bible Tyndale, ancre la Réforme anglicane dans le protestantisme, puisque cela donne lieu à l'édition et à la diffusion de plus de 30 éditions de la Great Bible[24].

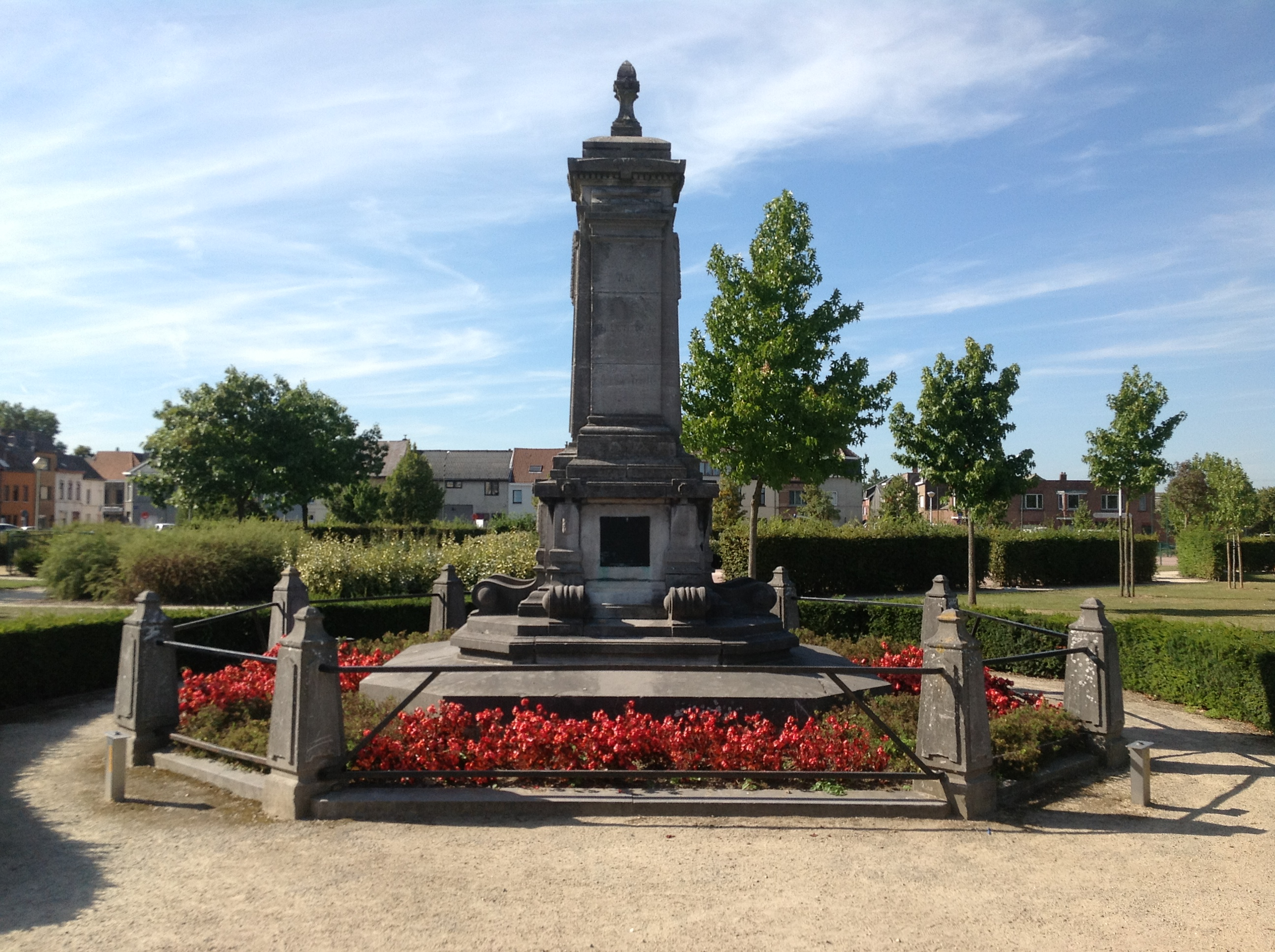
Monument à la mémoire de William Tyndale à Vilvorde.

- L'historien de la Réforme Jean-Henri Merle d'Aubigné a souligné le rôle de William Tyndale dans son "Histoire de la Réformation"[25]. L'un de ses lecteurs, François Guizot, relève dans l'une de ses "Lettres à sa fille Henriette" (en date du 14 octobre 1854) : "... je lisais, dans "L'Histoire de la Réformation" de Merle d'Aubigné, toutes les tribulations de ce pauvre Tyndale courant le monde à pied, à cheval, en charrette, pour trouver quelque part un coin où il pût traduire le Nouveau Testament. Nous ne sommes pas assez sensibles aux douceurs de notre vie et nous y sommes trop attachés; nous courons le risque d'être ingrats et mous. Voilà ma morale de ce matin[26]."

### Mémorial de Vilvorde
Un monument commémoratif et un musée Tyndale ont été ouverts à Vilvorde sur les lieux de l'exécution de William Tyndale.

### Œuvres
- The Works of William Tyndale, Cambridge University Press, 1848-1850, 3 vol.
- The New Testament Translation (1526)
- The Obedience of a Christian Man (1528), Penguin Classics.
- Tyndale's Bible, in a modern-spelling ed., intro. by David Daniell, Yale University Press, 1989, 2 vol.

### Études
- David Daniell, William Tyndale: A Biography (1994), Yale University Press, 2001.
- Brian Moynahan, Book of Fire. William Tyndale, Thomas More and the Bloody Birth of the English Bible (2002), Abacus, 2011, 436 p.